# مات ماكبرايد
مات ماكبرايد (بالإنجليزية: Matt McBride)‏ هو لاعب كرة قاعدة أمريكي، ولد في 23 مايو 1985 في بيت لحم في الولايات المتحدة.

## وصلات خارجية
- مات ماكبرايد على موقع دوري كرة القاعدة الرئيسي (الإنجليزية)
- مات ماكبرايد على موقعبيزبول رفرنس.كوم (الدوري الرئيسي) (الإنجليزية)
- مات ماكبرايد على موقعبيزبول رفرنس.كوم (الدوري الثانوي) (الإنجليزية)
- مات ماكبرايد على موقع إي إس بي إن.كوم (أم.أل.بي) (الإنجليزية)
- مات ماكبرايد على موقع مشجعي الرسوم البيانية (الإنجليزية)